# غار چنار الف و ب
غار چنار الف و ب مربوط به دوره نوسنگی است و در شهرستان سلسله، بخش مرکزی، روستای پرسک علیا واقع شده و این اثر در تاریخ ۷ آذر ۱۳۸۳ با شمارهٔ ثبت ۱۱۲۳۲ به‌عنوان یکی از آثار ملی ایران به ثبت رسیده است.